# Araucaria humboldtensis
Araucaria humboldtensis es una especie de conífera perteneciente a la familia Araucariaceae. Es originaria de Nueva Caledonia. Está considerada en peligro de extinción por la pérdida de hábitat.

## Descripción
Es un  árbol que alcanza un tamaño de 6-15 m de altura, con una corona. La corteza es exfoliante en escamas cuadrangulares o en tiras finas, de color brillante marrón, se vuelve gris. Las ramas un tanto en un plano, en un patrón de tipo V. Las hojas juveniles son triangulares, de 2.5 a 4 mm de largo por 2.3 mm de ancho y con ápice curvo. Las hojas adultas tienen una escala similar, nervio central prominente, quilla, ovadas, ápice acuminado y curvado, de 5-6 mm de largo por 4-5 mm de ancho, cilíndricas. El cono masculino de 6 cm de largo por 15 mm de ancho; el cono femenino es subgloboso de 9 cm de largo por 8 cm de ancho. La semilla es de 3 cm de largo con una amplia nuez y con alas anchas. Esta especie es de germinación epígea.

## Taxonomía
Araucaria humboldtensis fue descrita por John Theodore Buchholz y publicado en Bulletin du Muséum d'Histoire Naturelle, sér. 2 21: 279. 1949.
Etimología
Araucaria: nombre genérico geográfico que alude a su localización en Arauco.
humboldtensis: epíteto otorgado en honor del botánico Alexander von Humboldt. 
Sinonimia
- Eutassa humboldtensis (J.Buchholz) de Laub.[4][5]